# Комбот-Нагемон, Нестор
Нестор Комбот-Нагемон (фр. Nestor Kombot-Naguemon; 14 ноября 1934, Яунде, Французский Камерун — 26 октября 2004, Париж, Франция) — центральноафриканский политик, государственный деятель, дипломат.
В 1969—1970 годах занимал пост министра иностранных дел Центральноафриканской Республики. Выполнял ряд других министерских обязанностей при сменявших друг друга руководителях государства (включая Жана Бокассу).
Политик. В 1991 году основал Либерально-демократическую партию Центральноафриканской Республики. В 1993—2003 годах возглавлял партию, поддерживавшую президента Анжа-Феликса Патассе. С 2001 года был послом ЦАР во Франции.
Покончил жизнь самоубийством, выбросившись из окна шестого этажа своего парижского особняка.